# Trie-sur-Baïse
Trie-sur-Baïse település Franciaországban, Hautes-Pyrénées megyében. Lakosainak száma 993 fő (2022. január 1.). Trie-sur-Baïse Fontrailles, Bernadets-Debat, Lalanne-Trie, Lapeyre, Puydarrieux, Sadournin, Tournous-Darré és Vidou községekkel határos.

## Népesség
A település népessége az elmúlt években az alábbi módon változott:
| Lakosok száma | 1062 | 1066 | 1079 | 1043 | 1025 | 1007 | 1001 | 995  | 993  |
|               | 2013 | 2015 | 2016 | 2017 | 2018 | 2019 | 2020 | 2021 | 2022 |